# Tommy McClennan
Tommy McClennan (* 8. April 1908 bei Yazoo City, Mississippi; † vermutlich 1962 in Chicago, Illinois) war ein US-amerikanischer Blues-Musiker.
Ein eher mäßiger Gitarren- und Pianospieler, bestach McClennan durch eine kraftvolle, ausdrucksstarke Stimme. Er trat häufig zusammen mit Robert Petway auf. Honeyboy Edwards berichtete, dass die beiden nicht sehr groß waren, so dass sie fast wie zwei Liliputaner aussahen. Er war mit Big Bill Broonzy befreundet, der ihn in seinem Buch Big Bill Blues (1935) erwähnt.
Zwischen 1939 und 1942 nahm McClennan in fünf Aufnahme-Sessions 42 Titel auf. Zu seinen bekanntesten Stücken gehören Bottle It Up And Go, Cross Cut Saw Blues und Deep Sea Blues (basierend auf dem Catfish Blues von Petway). Zu seinen weiteren Stücken gehörten der Cotton Patch Blues (1939), Highway 51, It's Hard To be Lonesome, I'm A Guitar King (alle 1940), Travellin' Highway Man (1941), Deep Blue Sea Blues, Blues Trip Me In The Morning (1942). Am bekanntesten wurde jedoch sein Titel Bottle It Up And Go, der als Dokument der Rassendiskriminierung in den USA gilt.
Danach verschwand Tommy McClennan rasch von der Bildfläche. Er starb vermutlich völlig verarmt und alkoholkrank 1962 in Chicago.